# Bakung (Maro Sebo)
Bakung is een bestuurslaag in het regentschap Muaro Jambi van de provincie Jambi, Indonesië. Bakung telt 839 inwoners (volkstelling 2010).